# Sel de Zeise
Le sel de Zeise, ou trichloro(éthène)platinate(II) de potassium, est un composé chimique de formule K[PtCl3(C2H4)]•H2O. L'anion associé, jaune, est stable à l'air. Cet anion met en jeu un atome de platine dans une géométrie plan carré. Ce sel a une importance historique dans le domaine de la chimie organométallique en tant qu'un des premiers exemples de complexe avec un alcène jouant le rôle de ligand.

## Préparation
Ce composé est commercialisé en tant qu'hydrate. Ce dernier est communément préparé en partant de K2[PtCl4] et d'éthylène en présence d'une quantité  catalytique de chlorure d'étain(II) SnCl2. L'eau d'hydratation peut être retirée sous vide.

## Structure
Le sel de Zeise est un complexe de coordination qui possède un ligand η2-éthylène. L'atome Pt et les trois atomes Cl sont coplanaires. La liaison C=C de l'alcène, ici de l'éthène, est quasiment perpendiculaire au plan PtCl3,. Pour le sel de Zeise et les composés associés, l'alcène peut tourner autour de la liaison métal-alcène. Ce phénomène est dû à une énergie d'activation relativement faible. L'analyse de la hauteur de cette barrière démontre que la liaison π entre la plupart des métaux et l'alcène qui y est fixé est plus faible qu'une liaison σ. En ce qui concerne l'anion de ce sel, la barrière rotationnelle n'a pas été évaluée.

## Histoire
Le sel de Zeise a été un des premiers composés organométalliques à avoir été synthétisé. Il a été découvert par William Christopher Zeise, professeur à l'université de Copenhague, qui a préparé ce sel en 1830 alors qu'il travaillait sur la réaction de PtCl4 avec l'éthanol bouillant. Après une analyse minutieuse, il proposa que le composé formé contenait de l'éthène. Justus von Liebig, un de ses chimistes contemporains très influents, a souvent critiqué la proposition de Zeise, mais celle-ci reçut un soutien décisif en 1868 lorsque Birnbaum isola le même complexe d'une solution d'acide chloroplatinique H2PtCl6, 6H2O, traité par de l'éthène. Le sel de Zeise fut alors objet d'une grande attention lors de la seconde moitié du XIXe siècle, car les chimistes de l'époque ne pouvaient pas expliquer sa structure moléculaire. Cette question est restée sans réponse jusqu'à l'avènement de la cristallographie aux rayons X qui a permis la détermination de la structure cristalline au XXe siècle. Le sel de Zeise a induit beaucoup de recherches scientifiques dans le domaine de la chimie organométallique et a peut-être été la clef pour définir de nouveaux concepts en chimie, comme le modèle de Dewar-Chatt-Duncanson qui explique comment le métal est coordiné avec la double liaison C=C d'un l'alcène.

## Composés associés
- Le dimère de Zeise [(η2-C2H4)PtCl(µ-Cl)]2 dérive du sel de Zeise par élimination de KCl suivie d'une dimérisation.
- Le dichloro(1,5-cyclooctadiène)platine (η4-C8H12)PtCl2, dérivé du chlorure de platine(II) PtCl2 et du cycloocta-1,5-diène C8H12, est un complexe platine(II) alcène commun.

De nombreux autres complexes ont été formés avec des alcènes, comme l'éthylènebis(triphénylphosphine)platine(0), [(C6H5)3P]2Pt(H2C=CH2), où le platine, zéro-valent, est coordiné trois fois (le sel de Zeise est un dérivé du platine(II)).